# Епархия Тундуру-Масаси
Епархия Тундуру-Масаси (лат. Dioecesis Tunduruensis-Masasiensis) — епархия Римско-Католической церкви с центром в городе Тундуру, Танзания. Епархия Тундуру-Масаси входит в митрополию Сонгеа.

## История
17 ноября 1986 года Святой Престол учредил епархию Тундуру-Масаси, выделив её из епархии Нанчингвеа (сегодня — Епархия Линди). Первоначально епархия Тундуру-Масаси являлась суффраганной по отношению к архиепархии Дар-эс-Салама.
18 ноября 1987 года епархия Тундуру-Масаси вошла в состав церковной провинции Сонгеа.

## Ординарии епархии
- епископ Поликарп Пенго (1986 — 1990);
- епископ Магнус Мвалуньюнгу (1992 — 2005);
- епископ Кастор Павел Мсемва (2005 — по настоящее время).